# Programme de Mürzsteg

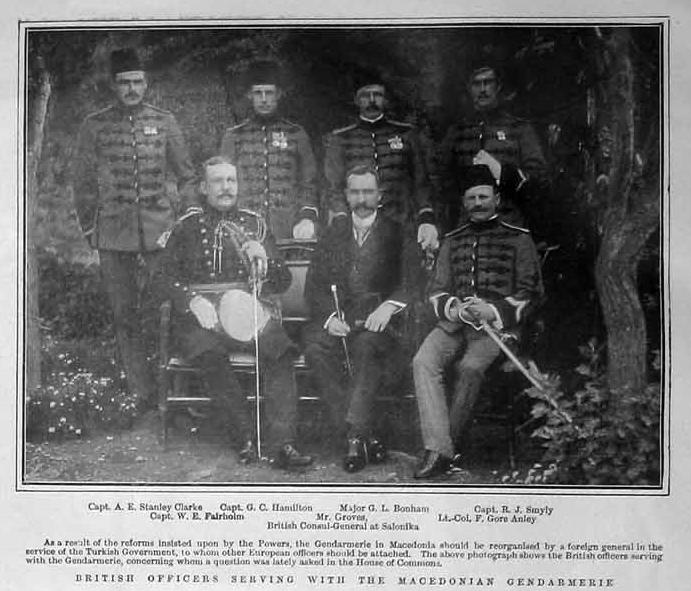
Officiers britanniques en mission dans la gendarmerie ottomane, 1904.

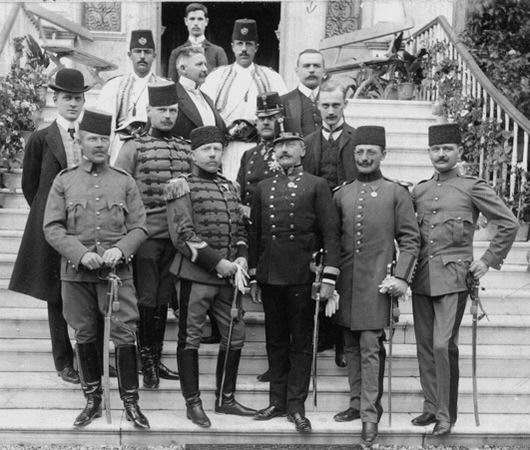
Mission militaire austro-hongroise à Skopje, v. 1903-1907.

La Macédoine, province ottomane d'Europe, était agitée au début du XXe siècle par les revendications nationalistes grecques et slaves, débouchant sur le soulèvement de la saint Ilija (prononciation française en API : [ilija] ; Илинденско-Преображенското въстание en bulgare) qui éclata le 2 août 1903 dans les régions de Monastir (actuelle Bitola), Thessalonique et du Kosovo. La répression brutale menée par la gendarmerie ottomane et les irréguliers turcs provoqua la réaction des puissances européennes qui décidèrent d'imposer à la Sublime Porte un programme de réformes.  
Le programme de réformes de Mürzsteg (prononciation française en API : [myʀtsʃtɛɡ]) fut élaboré le 30 septembre 1903 par l'empereur d'Autriche-Hongrie François-Joseph Ier et le tzar Nicolas II. Il porte le nom d'un pavillon de chasse situé dans l'actuelle commune autrichienne de Mürzsteg, à proximité de Vienne, en Styrie.
Ce programme en neuf points fut soumis le 22 octobre 1903 au gouvernement de l'Empire ottoman qui l'accepta avec réticence le 25 novembre 1903.
La gendarmerie ottomane fut mise sous la tutelle d'un Comité militaire international dirigé par le général italien Degiorgis : celui-ci prit ses fonctions au début de 1904. Les officiers autrichiens supervisaient la région de Skopje (vilayet du Kosovo), les Russes celle de Salonique, les Italiens celles de Monastir (Bitola) et de Kastoria, les Britanniques celle de Dráma et les Français celle de Serrès. Une école d'officiers fut ouverte à Salonique.
En dehors de cette réforme de la gendarmerie, le programme de Mürzsteg eut peu d'effet concret. En 1908, le rapprochement, entre la Russie et le Royaume-Uni donna lieu à de nouveaux projets de réforme pour la Macédoine lors d'une entrevue en 1908 à Revel, en Livonie, mais la révolution des Jeunes-Turcs, dans la même année 1908, empêcha leur application.